# Megan Mullally
Megan Mullally (født 12. november 1958) er en amerikansk skuespillerinde, komiker og sangerinde. Hun er bedst kendt for at spille Karen Walker i NBC' sitcom Will & Grace (1998-2006, 2017-2020), for hvilken rolle hun modtog otte Primetime Emmy Award-nomineringer for "Outstanding Supporting Actress in a Comedy Series", hvor hun vandt to gange i 2000 og 2006. Hun modtog også nomineringer til adskillige andre priser for sin rolle, herunder syv på hinanden følgende Screen Actors Guild Awards-nomineringer for fremragende præstation af en kvindelig skuespiller i en komedieserie, vandt tre gange i 2001, 2002 og 2003, samt modtog fire Golden Globe Award-nomineringer.
Fra 2006 til 2007 var Mullally vært for talkshowet The Megan Mullally Show. Siden da har hun haft faste roller i flere tv-serier, såsom In the Motherhood, Party Down, Childrens Hospital og Breaking In. Hun har også haft gæsteoptrædener og tilbagevendende roller i andre komedieserier, herunder Parks and Recreation, Happy Endings, Bob's Burgers, 30 Rock, Up All Night, Boston Legal og The New Adventures of Old Christine. Udover tv har Mullally også medvirket i film som Smashed (2012), The Kings of Summer (2013) og Why Him? (2016).

## Opvækst
Mullally blev født i Los Angeles, Californien,  som datter af Martha (født Palmer) og Carter Mullally, Jr.,  en skuespiller, der var i stald hos Paramount Pictures i 1950'erne.  Familien flyttede til farens hjemby Oklahoma City, Oklahoma, da Mullally var seks år.  Hun er af engelsk, irsk og skandinavisk afstamning.  Hun gik til ballet fra hun var seks år og optrådte ved Oklahoma City Ballet i high school og hun studerede senere også på School of American Ballet i New York City.
Efter afgangseksamen fra Casady School i Oklahoma City, gik Mullally på Northwestern University i Evanston, Illinois, hvor hun studerede engelsk litteratur og kunsthistorie. Efter hendes andet på universitet begyndte hun at spille teater i downtown-Chicago. På det tredje år på universitet, optrådte hun i otte forestillinger om ugen. Hun droppede senere ud af Northwestern for at forfølge skuespilskarrieren. 

## Karriere

### Tv
Et af Mullallys tidligste skuespilspots var i en McDonald's-reklame, hvor John Goodman også medvirkede.  Hun fik sin seriedebut i 1986 i The Ellen Burstyn Show. Hun gæstede efterfølgende sitcoms som Seinfeld, Frasier, Wings, Herman's Head, Ned og Stacey, Mad About You, Caroline in the City, 3rd Rock from the Sun og Just Shoot Me!. Hun spillede en central karakter i et afsnit af femte sæson af Murder, She Wrote, "Coal Miner's Slaughter", og huskede tilbage i 2012: "Jeg havde ikke haft arbejde så længe, og jeg var i fuldstændig panik, fordi jeg ikke vidste hvordan jeg skulle betale min husleje. Så jeg blev en dag ringet op fra min agent om, at jeg var blevet tilbudt en gæsterolle, og lønnen var på $5.000. Jeg faldt bogstaveligt talt ned på knæ og bad og græd. Jeg spillede en tidligere lærling af Jessica Fletcher. Det er en af mine yndlingsroller og noget mit yndlingsarbejde gennem tiden."
I 1989 prøvede Mullally rollen som Elaine Benes i Seinfeld. Rollen blev til sidst givet til Julia Louis-Dreyfus. I 1998 fik Mullally rollen som Karen Walker, Grace Adlers rablende, pillespisende assistent, i NBC-sitcommen Will & Grace. Hun vandt en Primetime Emmy Award for "Outstanding Supporting Actress in a Comedy Series" i både 2000 og 2006, og blev nomineret i 2001, 2002, 2003, 2004, 2005 og igen for genoplivningen af serien i 2018. Hun vandt Screen Actors Guild Award for fremragende præstation af en kvindelig skuespiller i en komedieserie tre gange, i 2002, 2003 og 2004, og sammen med skuespillerne Eric McCormack, Debra Messing og Sean Hayes, delte hun en Screen Actors Guild Award for Fremragende præstation af et ensemble i en komedieserie i 2001. Hun er den første af kun to skuespillerinder, der har vundet en SAG Award tre år i træk. Hun blev nomineret hvert år fra 2000 til 2003 til en Golden Globe Award for "Best Supporting Actress - Series, Miniseries or Television Film".
I 2005 spottede Mullally komiker og skuespiller Bill Hader optræde med sin Second City-klasse i Los Angeles, og kort efter gjorde hun Saturday Night Live-produceren Lorne Michaels opmærksom på Hader. Også i 2005 blev Mullally tildelt Women in Film Lucy Award "som anerkendelse af hendes innovation inden for kreative værker, der har forbedret opfattelsen af kvinder gennem tv-underholdning". 
Efter Will & Grace var Mullally vært på hendes eget talkshow, The Megan Mullally Show, fra 2006 til 2007. Hun har været vært på Saturday Night Live, gæstet Late Show med David Letterman, været vært for TV Land Awards 2006 og har optrådt to gange ved Tony Awards. Hun har været med i reklamer for M&M's, Old Navy, CheapTickets.com og I Can't Believe It's Not Butter!
Mullally gæsteoptrådte som 'Bev', en adoptionssagsbehandler for Liz Lemon i premieren på tredje sæson af NBC' sitcom 30 Rock og vendte tilbage for at spille den samme karakter yderligere to gange i løbet af serien. Andre optrædener inkluderer Kathy Griffin: My Life on the D-List, Campus Ladies, instruktør/skuespiller David Wains "Wainy Days", en episode af HBO's Funny or Die, og i Funny or Die- webvideoen "That's What She Said."
Mullally har gæsteoptrådt syv gange som Tammy Swanson i NBC-serien Parks and Recreation, i afsnittene "Ron and Tammy", "Ron & Tammy: Part Two", "Li'l Sebastian", "Ron and Tammys", "The Trial Of Leslie Knope", "Ron og Diane", "Ron og Jammy" og "A Parks and Recreation Special". Mullally spiller rollen som ekskone nummer to til karakteren Ron Swanson, som spilles af hendes egen virkelig ægtemand, Nick Offerman.  Offerman havde også en rolle i et afsnit i Will & Grace, hvor han spillede en blikkenslager, der kommer til Wills mors hus, mens Will, Karen, Grace og Jack var på besøg.
I 2009 medvirkede Mullally i ABC' sitcom In the Motherhood. Baseret på den originale webserie fokuserer tv-tilpasningen på tre mødre. Hun spillede Rosemary over for Cheryl Hines og Jessica St. Clair. Serien blev dårligt modtaget og blev aflyst af ABC på grund af lave seertal efter kun at have sendt fem ud af de syv producerede afsnit.
Mullally medvirkede i 2010 som Lydia i Starz-serien Party Down.  Mullally medvirkede som "Chief" i Adult Swim- serien Childrens Hospital. I 2011 fik Mullally en tilbagevendende rolle som Dana Hartz, mor til Penny (Casey Wilson), på ABC-sitcommen Happy Endings. I de følgende måneder sluttede Mullally sig til serien Breaking In i seriens anden sæson i 2012, hvorefter denne blev aflyst.
Også i 2012 sluttede Mullally sig til den første sæson af Bob's Burgers, som stemmen til tante Gayle. Hun ville genoptage rollen i efterfølgende afsnit i flere mindre roller.
Mullally sluttede sig igen til Will & Grace-rollebesætningen, og genoptog rollen som Karen ved genoplivningen i 2017.

### Teater
Mullally fik sin Broadway-debut som Marty i 1994-genopførslen af Grease  og optrådte efterfølgende som Rosemary i hit-genopførslen fra 1995 af How to Succeed in Business Without Really Trying overfor Matthew Broderick. I 2007 spillede Mullally hovedrollen som Elizabeth i Mel Brooks originale Broadway-musical Young Frankenstein. Hun synger på alle tre produktioners rollebesætningsalbum.
I 1996 medvirkede hun i You Never Know på Pasadena Playhouse. Mullally optrådte i 2000 som Pamela i den flere prisvindende produktion af Chuck Mees The Berlin Circle, for hvilken rolle hun vandt både LA Weekly Theatre Award og Backstage West Garland Award. Mullally spillede hovedrollen som Beverly i den roste produktion af Adam Bocks The Receptionist på Odyssey Theatre (forestillingen blev den længste kørende forestilling i det teaters historie), for hvilken rolle hun modtog Backstage West Garland Award for bedste præstation af en skuespillerinde i 2010.
Fra 13. april til 1. juni i 2014 spillede Mullally hovedrollen, sammen med sin virkelig ægtemand, Nick Offerman, i Annapurna på off-Broadway Acorn Theatre på New Yorks 42nd Street Theatre Row. 
I 2014 spillede Mullally hovedrollen i Broadway-opførelsen af It's Only a Play med F. Murray Abraham, Matthew Broderick, Stockard Channing, Rupert Grint, Nathan Lane og Micah Stock. Showet åbnede på Gerald Schoenfeld Theatre den 9. oktober 2014 og spillede frem til den 18. januar 2015. Det åbnede derefter på Bernard B. Jacobs Theatre den 23. januar 2015 og lukkede den 7. juni 2015. Showet spillede 48 forpremierer og 274 forestillinger. 
I juni 2021 skulle Mullally optræde som "Reno Sweeney" i Anything Goes på Barbican Theatre i London i en meget begrænset sæson, men hun måtte trække sig på grund af en skade.

### Musik
Mullally er medlem af bandet Supreme Music Program.  SMP har udgivet tre albums til dato, The Sweetheart Break-In, Big as a Berry og Free Again!.  
Mullally og Stephanie Hunt dannede bandet Nancy & Beth i 2012. De tog på turné i marts 2013 sammen med Mullallys mand, Nick Offerman.
Nancy & Beth optrådte i Lincoln Center den 13. februar 2019 i New York City. De startede derefter på en amerikansk turné på Largo på The Coronet i Los Angeles, CA den 19. april. Bandet turnerede til byer som San Francisco, CA; Chicago, IL; Bay Shore, NY; Ridgefield, CT; Boston, MA; og New York, NY. Turneen blev afsluttet på Cafe Carlyle Hotel i New York City.
I juni 2019 turnerede bandet i Australien, begyndende i Hobart og sluttede i Brisbane. 

### Film
Mullally har optrådt i Marc Forsters Sundance- konkurrencebidrag Everything Put Together, Anywhere but Here med Susan Sarandon og Natalie Portman, About Last Night med Demi Moore og Rob Lowe, Speaking of Sex med James Spader og Stealing Harvard med Tom Green og Jason Lee. Mullally spillede en sanglærer i 2009-filmgenindspilningen af Fame  og kan høres på soundtrack-optagelsen. Derudover sang Mullally sangen "Long John Blues" (sunget i filmen af Kristen Bell) i dansefilmen Burlesque fra 2010. Hun spillede en af hovedrollernes mødre i indiefilmen The Kings of Summer fra 2013 og Mrs. Van Camp i filmen GBF. Mullally spillede Barb Fleming i 2016-filmen Why Him? I 2017 optrådte Mullally i Janicza Bravos første spillefilm, Lemon, som havde premiere på Sundance Film Festival. 
I august 2021 købte produktionsselskaberne Bleecker Street og Stage 6 Films de verdensomspændende rettigheder til James Ponsoldts ungdomsfilm Summering, hvor Mullally medvirkede sammen med Sarah Cooper. 

## Udgivne værker
Mullally og ægtemanden Nick Offerman skrev The Greatest Love Story Ever Told, udgivet af Dutton den 2. oktober 2018. Bogen er en New York Times bestseller. Parret afslører hele historien bag deres romantik i kapitler inddelt i religion, familie, med mere. 

## Privatliv
Mullallys første ægteskab var med James Thomas Hines. Parret blev gift 31. oktober 1982. 
Mullallys andet ægteskab, fra midten af 1990'erne, var med talentagenten Michael Katcher. 
Mullally mødte skuespilleren og hendes kommende ægtemand Nick Offerman i 2000, da han optrådte i The Berlin Circle,  et teaterstykke produceret af Evidence Room Theatre Company, og de giftede sig tre år senere i 2003. Mens de var kærester, gæstede Offerman et Thanksgiving-afsnit af Will & Grace i 2001 (sæson 4, afsnit 10, "Moveable Feast, Part 2"). Offerman optrådte igen, i en anden rolle, i sæson ni-afsnittet (2018) "Friends and Lover." Parret har også optrådt sammen i film som The Kings of Summer og Smashed og tv-serien Parks and Recreation, og de har haft stemmeroller sammen i Bob's Burgers og Hotel Transylvania 2.

## Filmografi

### Film
| År   | Titel                                                       | Rolle                | Noter                       |
| ---- | ----------------------------------------------------------- | -------------------- | --------------------------- |
| 1983 | Risky Business                                              | Telefonpige          |                             |
| 1985 | Once Bitten                                                 | Suzette              |                             |
| 1986 | Last Resort                                                 | Jessica Lollar       |                             |
| 1986 | About Last Night...                                         | Pat                  |                             |
| 1986 | Blue Velvet                                                 | Louise               | Scener ikke med i final cut |
| 1991 | Queens Logic                                                | Dolores              |                             |
| 1999 | Anywhere but Here                                           | Kvinde der køber bil |                             |
| 1999 | Best Man in Grass Creek                                     | Medarbejder          |                             |
| 2000 | Everything Put Together                                     | Barbie               |                             |
| 2001 | Monkeybone                                                  | Kimmy Miley          |                             |
| 2001 | Speaking of Sex                                             | Jennifer Klink       |                             |
| 2002 | Stealing Harvard                                            | Patty Plummer        |                             |
| 2004 | Teacher's Pet                                               | Adele                | Stemme                      |
| 2005 | Rebound                                                     | Principal Walsh      |                             |
| 2006 | New York                                                    | Jasmine              | Stemme                      |
| 2007 | Bee Movie                                                   | Trudy                | Stemme                      |
| 2009 | Fame                                                        | Ms. Fran Rowan       |                             |
| 2010 | New York 2                                                  | Jasmine              | Stemme                      |
| 2010 | Burlesque                                                   | Nikkis sangstemme    |                             |
| 2012 | Smashed                                                     | Principal Barnes     |                             |
| 2012 | What to Expect When You're Expecting                        | Cameo                |                             |
| 2013 | The Kings of Summer                                         | Mrs. Keenan          |                             |
| 2013 | G.B.F.                                                      | Mrs. Van Camp        |                             |
| 2014 | Apartment Troubles                                          | Aunt Kimberley       |                             |
| 2014 | Ernest & Celestine                                          | Lucienne             | Stemme                      |
| 2014 | Date and Switch                                             | Patricia             |                             |
| 2014 | New York 3                                                  | Jasmine              |                             |
| 2014 | Alexander and the Terrible, Horrible, No Good, Very Bad Day | Nina                 |                             |
| 2015 | Hotel Transylvania 2                                        | Linda Loughran       | Stemme                      |
| 2016 | Why Him?                                                    | Barb Fleming         |                             |
| 2017 | Lemon                                                       | Simone               |                             |
| 2017 | Infinity Baby                                               | Hester               |                             |
| 2017 | The Disaster Artist                                         | Mrs. Sestero         |                             |
| 2017 | Oh Lucy!                                                    | Hannah               |                             |
| 2019 | Where'd You Go, Bernadette                                  | Judy Toll            |                             |

### Tv
| År                   | Titel                                | Rolle                          | Noter                                          |
| -------------------- | ------------------------------------ | ------------------------------ | ---------------------------------------------- |
| 1981                 | The Children Nobody Wanted           | Sharon                         | Tv-film                                        |
| 1985                 | First Steps                          | Cathy                          | Tv-film                                        |
| 1986                 | Tall Tales & Legends                 | Posy Peasley                   | Afsnit: "Pecos Bill"                           |
| 1986                 | American Playhouse                   | Lilah                          | Afsnit: "Under the Biltmore Clock"             |
| 1986–1987            | The Ellen Burstyn Show               | Molly Brewer Ross              | 13 afsnit                                      |
| 1988                 | Murder, She Wrote                    | Molly Connors                  | Afsnit: "Coal Miner's Slaughter"               |
| 1989                 | Almost Grown                         | Bride                          | Afsnit: "The Hat That Fell from Space"         |
| 1989                 | China Beach                          | Cindy                          | Afsnit: "The World: Part 2"                    |
| 1990                 | Wings                                | Cindy                          | Afsnit: "There Once Was a Girl from Nantucket" |
| 1990                 | Rainbow Drive                        | Ava Zieff                      | Tv-film                                        |
| 1991                 | Dear John                            | Molly                          | Afsnit: "Molly and Me"                         |
| 1991                 | My Life and Times                    | Susan Valentine                | 6 afsnit                                       |
| 1991                 | Herman's Head                        | Yvonne                         | Afsnit: "Fatal Distraction"                    |
| 1992                 | The Steadfast Tin Soldier            | Ballerina (stemme)             | Tv-film                                        |
| 1992                 | Fish Police                          | Pearl (stemme)                 | 6 afsnit                                       |
| 1992                 | Rachel Gunn, R.N.                    | Becky Jo                       | 13 afsnit                                      |
| 1993                 | I Yabba-Dabba Do!                    | Pebbles Flintstone (stemmee)   | Tv-film                                        |
| 1993                 | Seinfeld                             | Betsy                          | Afsnit: "The Implant"                          |
| 1993                 | Hollyrock-a-Bye Baby                 | Forskellige roller             | Tv-film                                        |
| 1993                 | A Flintstone Family Christmas        | Pebbles Flintstone (stemme)    | Tv-film                                        |
| 1994                 | Batman: The Animated Series          | Cindy (stemme)                 | Afsnit: "House and Garden"                     |
| 1994                 | Couples                              | Beth                           | Tv-film                                        |
| 1997                 | Ned and Stacey                       | Wendy                          | Afsnit: "Where My Third Nepal Is Sheriff"      |
| 1997                 | Frasier                              | Beth Armstrong                 | Afsnit: "Four for the Seesaw"                  |
| 1997                 | Mad About You                        | Jane                           | Afsnit: "Guardianhood"                         |
| 1997                 | The Naked Truth                      | Vanessa                        | Afsnit: "He Ain't Famous, He's My Brother"     |
| 1997                 | Caroline in the City                 | Vanessa Cassidy                | Afsnit: "Caroline and the Decanter"            |
| 1997                 | Extreme Ghostbusters                 | Forskellige roller             | Afsnit: "The True Face of a Monster"           |
| 1998                 | Just Shoot Me!                       | Stephanie Griffin-Cooper       | Afsnit: "Amblushed"                            |
| 1998                 | Winchell                             | June Winchell                  | Tv-film                                        |
| 1998–2006, 2017–2020 | Will & Grace                         | Karen Walker                   | 244 afsnit                                     |
| 2000                 | 3rd Rock from the Sun                | Renata Albright                | Afsnit: "Les Liaisons Dickgereuses"            |
| 2002                 | King of the Hill                     | Teresa (stemme)                | Afsnit: "Beer and Loathing"                    |
| 2002                 | The Pact                             | Melanie Gold                   | Tv-film                                        |
| 2003                 | CMT 40 Greatest Men in Country Music | Vært                           | 3 afsnit i træk.                               |
| 2006                 | Peep and the Big Wide World          | Pink Quack (stemme)            | Afsnit: "Quack Quack/One Duck Two Many"        |
| 2006                 | How I Met Your Mother                | Barneys mor (stemme)           | Afsnit: "Single Stamina" (Uncredited)          |
| 2006                 | Campus Ladies                        | Ms. Powell                     | Afsnit: "The Dare"                             |
| 2006–2007            | The Megan Mullally Show              | Sig selv (vært)                | 71 afsnit                                      |
| 2007                 | Boston Legal                         | Renata Hill                    | Afsnit: "The Bride Wore Blood"                 |
| 2008                 | Bad Mother's Handbook                | Nan                            | Tv-film                                        |
| 2008                 | The New Adventures of Old Christine  | Margaret                       | Afsnit: "Unidentified Funk"                    |
| 2008–2013            | 30 Rock                              | Bev                            | 3 afsnit                                       |
| 2008–2016            | Childrens Hospital                   | Chief                          | 60 afsnit                                      |
| 2009                 | In the Motherhood                    | Rosemary                       | 7 afsnit                                       |
| 2009–2015, 2020      | Parks and Recreation                 | Tammy Swanson II               | 9 afsnit                                       |
| 2010                 | Party Down                           | Lydia Dunfree                  | 10 afsnit                                      |
| 2011–present         | Bob's Burgers                        | Gayle / Various voices         | 16 afsnit                                      |
| 2011–2013            | Happy Endings                        | Dana Hartz                     | 3 afsnit                                       |
| 2012                 | Up All Night                         | Shayna Mund                    | 2 afsnit                                       |
| 2012                 | Breaking In                          | Veronica Mann                  | 13 afsnit                                      |
| 2012–2015            | Randy Cunningham: 9th Grade Ninja    | Mrs. Marilyn Driscoll (stemme) | 9 afsnit                                       |
| 2013                 | Out There                            | Rose Stevens (stemme)          | 10 afsnit                                      |
| 2013                 | Web Therapy                          | Franny Marshall                | 3 afsnit                                       |
| 2013–2015            | Axe Cop                              | Anita / forskellige roller     | 13 afsnit                                      |
| 2013–2016            | Sofia the First                      | Miss Nettle (stemme)           | 3 afsnit                                       |
| 2014                 | Trophy Wife                          | Cricket                        | 2 afsnit                                       |
| 2015                 | You, Me and the Apocalypse           | Leanne                         | 7 afsnit                                       |
| 2016                 | Life in Pieces                       | Mary-Lynn                      | Afsnit: "Annulled Roommate Pill Shower"        |
| 2017                 | Dimension 404                        | Director Stevens               | Afsnit: "Bob"                                  |
| 2019                 | 25th Screen Actors Guild Awards      | Sig selv (vært)                | Tv-special                                     |
| 2021                 | The Great North                      | Alyson                         | Tilbagevendende rolle                          |
| 2021                 | The Simpsons                         | Sarah Wiggum                   | Afsnit: "Uncut Femmes"                         |

## Talentspejder
Mullally er anset som talentspejderen for den komiske skuespiller Bill Hader. 